# 中平解
中平 解（なかひら さとる、1904年〈明治37年〉1月12日 - 2001年〈平成13年〉11月12日）は、日本のフランス語学研究者。日本民俗語学者。

## 略歴

### 少年期〜青年期
1904年（明治37年）1月12日、愛媛県南宇和郡一本松村広見（現・愛南町）に生まれる。父・中平幾男、母・栄。「わたしの家は三万石の〔伊予〕吉田藩〔宇和島藩の支藩〕の小船頭の役をしていて、祖父は殿様が参勤交代のときに大阪まで行ったようである」。「祖父は四万十川が氾濫したとき、政府（県かもしれない）が呉れた米を、御上のくれた物は食べないと言って頑張った、という話を聞いたこともあるが、わたしのアマノジャクも、この祖父の性質を受けているのかもしれない」。
1916年（大正5年）、愛媛県立宇和島中学校に入学。「小学校5年から中学へ入った（当時、そういうことができたのか）」。（外山滋比古）。
1920年（大正9年）3月、宇和島中学校4年を修了。
同年4月4日、母（37歳）を肺結核で喪う。「わたしは母の死を思うと、いつでも、母の亡きがらを焼いた山に咲いていた山桜の白い花のことを思い出すのである」。〔中略〕「和口の山の山桜のことを、次のように詠んだのであった。〈雨に濡れ山桜白く咲きてゐし山にぞ焼きし母の亡きがら〉。これは歌集『石塊の道』に収めた」。〔下略〕
同年6月、旧制第一高等学校を受験する。「わたしが宇和島中学の四年生になったのは、大正8年の4月であったが、この年から中学の4年を修了した者は、高等学校を受けることができるようになった」。〔中略〕「一高の入学試験は六月の下旬にあったので、わたしは六月の中ごろ、宇和島の港を〔中略〕発った」。〔中略〕「次の一日、瀬戸内海の長浜、高浜、今治、多度津、高松などのあちこちの港に寄って、朝早く、三時半ごろであったが神戸の港に着いた。三ノ宮駅から乗った汽車は、17時間もかかって東京駅に着いた」。
同年9月、旧制第一高等学校入学。文科丙類（第一語学をフランス語とするクラス）で、フランス語を石川剛・内藤濯に学ぶ。「ふつうの学生よりも、2年早く16歳で、天下の最難関、一高の入試をパスしたというので一高の事務職員が教室をのぞきに行ったというエピソードもあった」。（外山滋比古）
1923年（大正12年）、一高卒業。東京帝国大学文学部仏蘭西文学科に入学。助教授は辰野隆。一高同期の市原豊太、川口篤らと一緒になる。東京帝大新人会に入会。活動を通じて、中野重治、大間知篤三らとの終生にわたる親交が結ばれる。
1924年（大正13年）、中野重治らと同人誌「裸像」を刊行。
1927年（昭和2年）、東京帝国大学卒業。卒業論文は「ジャン・ジャック・ルウソオ」。

### 職歴・研究歴ほか
1927年（昭和2年）3月、NHK名古屋中央放送局 (JOCK) 放送課に入る。
1929年（昭和4年）、明治大学予科講師となる。この頃からフランス語学の本格的研究に志す。「わたしはこれからはフランス語学の研究に打ち込むつもりでいたので、そのことを辰野さんに話した。すると、君は折角フランス文学という宝の山に分け入ったのに、その宝を捜し出すこともしないで、そんなことをするのかね、と辰野さんはいかにも憐れむように言われた。〔中略〕何よりもかによりも、フランス語をできるだけ科学的に研究しなければならない、と思い立っていたのである。したがって、辰野さんからフランス文学研究の敗残兵か、脱走兵のように言われても、志を変える気にはなれなかった」。
1932年（昭和7年）、明治大学予科教授となる。
1933年（昭和8年）11月6日、宮城ユリコと結婚。長男・新太郎、次男・龍二郎、長女・夏子をもうける。
1935年（昭和10年）、このころから柳田國男が主宰する「木曜会」に参加し、方言・地名に興味を持つ。
1945年（昭和20年）、戦争激化により愛媛県吉田町に家族とともに疎開。方言調査を活発に行う。
1947年（昭和22年）、文部省に入省、科学教育局事務官になる。フランス政府より教育功労章を授与される。この年、埼玉県北葛飾郡富多村（現・春日部市）に移転。江戸川・利根川の渡しを使い、長塚節『土』の世界を度々訪ねる。
1948年（昭和23年）、フランス語学専攻では初の文学博士の学位を取得。論文名は『フランス語接続法の若干の用法に就いて』。※著作※
1949年（昭和24年）、明治大学文学部教授に就任するが、1947年10月以来の『スタンダード佛和辞典』の編纂に専念するため、1年で退職。
1950年（昭和25年）、東京都中野区本町通6丁目（現・中野区中央に移転。
1951年（昭和26年）、三宅徳嘉・家島光一郎・田島讓治・田島宏などとともに「フランス語學研究會」を設立。機関誌『フランス語研究』の編集にあたる。
1952年（昭和27年）、「フランス語學研究會」が「フランス語学会」、ついで「日本フランス語学会」に改組。辰野隆会長（重任）の下で、林和夫とともに副会長を務める。
1954年（昭和29年）、東京教育大学文学部教授に就任する。仏語仏文学第2講座を担当（第1講座担当は河盛好蔵）。第2講座は、フランス語学の攻究を目的とし日本で唯一の講座であった。大学院の講義題目は「フランス語における否定の研究」。（なお、この前後、中央大学、愛知大学などに非常勤講師として出講）。「三十年余りフランス語と親しんで来たわたしの心の中には、外国と日本が、外国のことばと日本のことばが不思議なまじり方をして生きている。〔中略〕わたしからことばの興味をとってしまうことは、わたしのいのちを絶つようなものである。これからも生きている間はことばのことを考えているであろう」。
1955年（昭和30年）、このころより1982年（昭和57年）ごろまで『民間伝承』誌に寄稿を続ける。
1957年（昭和32年）、鈴木信太郎ほかとの共著『スタンダード佛和辞典』※著作※（大修館書店）刊行。当初から、編集・執筆の基幹的存在であった。十年の歳月を費やして成った本辞典は、以後フランス語の普及とフランス語研究の飛躍的発展のために計り知れない貢献を果たす。
1960年（昭和35年）、東京都武蔵野市緑町3丁目に転居。
1962年（昭和37年）、「日本フランス語学会」が「日本フランス文学会」と合併して「日本フランス語フランス文学会」（会長・鈴木信太郎）となり、佐藤輝夫とともに副会長に選ばれる。
1963年（昭和38年）、東京教育大学文学部長に選出される。2年間、筑波移転問題の渦中にあった。「のらりくらりやっておればよかったのかもしれないが、そういうことはわたしの性格に合わなかった」。
1966年（昭和41年）、愛知県立大学外国語学部の創設に参画し、外国語学部（同第2部）学部長に就任、英米・フランス・スペインの3学科の充実に尽力する。
1970年（昭和45年）、愛知県立大学を退職。愛知県立芸術大学美術学部教授になる。
1971年（昭和46年）夏、ユリコ夫人とともに、初のフランス滞在。女婿ジャン・ショレー（Jean Cholley）の兄・ルネの別荘（ヴィシー近郊のアリエ県オートリーヴ）を足場に、ルネのクレルモンフェランの自宅近くのピュイ・ド・ドーム山などを訪れる。また、バス旅行でパリはもとより、サン・マロ、モンサンミッシェルなど北フランスを周遊する。「一瞬に若きルッソオ顕ち来たるシャンベリーへの道の標示（しるべ）に」。
1974年（昭和49年）、愛知県立芸術大学を定年退職。以後、東京都武蔵野市緑町の自宅で研究に専念。『民間伝承』『日本語』『流域』『ももんが』『たかむら』など、諸誌への執筆・寄稿を続ける。勲三等に叙され、旭日中綬章を授けられる。
1983年（昭和58年）、ユリコ夫人と共に2度目のフランス旅行。前回同様、ルネ・ショレーの別荘に滞在した。パリを再訪し、またリヨン、そしてジャンと夏子夫妻がリヨンの西クラポーヌに建てた家を訪れる。バス旅行でニース、カンヌなど南フランス、モナコを周遊。さらに、バーゼルなどスイスも旅する。
1999年（平成11年）、最後の出版物『歌集　遠茜』（百合子夫人と共著）上梓。表題は「妻がつけたものである。〔中略〕二人が結婚して既に六十六年が経った」。「不利なりと知りつついちずに通す夫（つま）神は愛（め）ずるか九十五（くじゅうご）を生く」（百合子）。
2001年（平成13年）、脳梗塞のため武蔵野市西窪病院で死去。享年97。没後、正四位を贈られる。墓所は青梅市光華園墓地。多数の未定稿とともに、1万枚におよぶカードが手つかずのまま遺された。

## 著作
- 『フランス語學新考』（三省堂、1935。改訂版、1943。三訂版、1950）[12]
- 『フランス語変化表』（三省堂、1938。改訂版、1953）
- 『言葉——風土と思考』（芳文堂、1942）
- 『フランス語学探索』（大学書林、1944。第2版、1948）[13]
- 『Trois contes de Maupassant』（開隆堂書店、1933。国立国会図書館）
- 『ラ・フランス ＝ Esquisse de La France avec les notes géographiques et historiques』（三省堂、1935。Maurice Catel 原著）
- 「Sans que＋neに就いて」（市河博士還暦記念会編『市河三喜博士還暦祝賀論文集』第1輯、研究社、1946）
- 『フランス語接続法の若干の用法に就いて』（博士論文、1948。附・参考論文『フランス語学新考　改訂版』『フランス語学探索』への著者による補訂箇所）
- 『フランス語教養読本』（第三書房、1951）
- 「フランス語の文章構造」（辰野隆・鈴木信太郎監修「フランス語教養講座」第3巻『上級フランス語』河出書房、1951）
- 「フランス語」（市河三喜・高津春繁共編『世界言語概説』上巻、研究社辞書部、1952）
- 『フランス語学習レコード 初級』（語学教育研究所、日本コロムビア、1953。家島光一郎と共編、アレクシス・ウッサン監修）
- 『郭公のパン――ことばの随筆』（大修館書店、1955。エース・ケイ、2000再刊）
- 『フランス語 語源漫筆』（「語学文庫」大学書林、1955。改訂第1版、1958）
- 『スタンダード佛和辞典』（大修館書店、1957、度々改訂）、編者代表は鈴木信太郎

渡辺一夫・朝倉季雄・家島光一郎・武者小路実光・三宅徳嘉・松下和則・田島宏と共編、のち多くの編者が参加
- 「コトバの変化」-『コトバの科学』第2巻〈コトバと社会〉（中山書店、1958）

遠藤嘉基・波多野完治・小林英夫・輿水実・宮城音弥・中島文雄・小保内虎夫編
- 『スタンダード小佛和辞典』（大修館書店、1959、増補1975）、主に朝倉季雄と共編
- 『フランス語語源漫筆Ⅱ』（「語学文庫」大学書林、1961）
- 『フランス語語彙の探索』（白水社、1984）
- 『フランス語博物誌――植物篇』（八坂書房、1988）
- 『フランス語博物誌――動物篇』（八坂書房、1988）

### 語学以外
- 『歌集　武蔵野』（たかむら短歌叢書　第7篇、たかむら短歌会、1966）
- 『歌集　春蘭』（百合子夫人と共著、たかむら短歌叢書　第9篇、たかむら短歌会、1968）
- 『フランス文学にあらわれた動植物の研究』（白水社、1981）
- 『風流鳥譚――言語学者とヒバリ、その他』（未來社、1983）
- 『歌集　石塊の道』（百合子夫人と共著、篁短歌叢書31、朝日出版社、1983）
- 『鰻のなかのフランス』（青土社、1983）
- 「フランス文学と花」（塚本邦雄編『香 日本の名随筆48』、作品社、1986）
- 『霧の彼方の人々』（清水弘文堂、1991）
- 『木洩れ日』（私家版、1992）
- 『冬の没りつ日』（清水弘文堂、1993）
- 「植物方言の話」（谷川健一編『日本民俗文化資料集成』第12巻、三一書房、1993）
- 『歌集　遠茜』（百合子夫人と共著、たかむら短歌会、1999）

### 訳書
- モーパッサン 『われらの心』水野成夫と共訳、酣燈社、1948）
- ジョルジュ・サンド『花のささやき』（「フランス文学対訳叢書」、大学書林、1949）
- モーパッサン『マドモワゼル　ペルル』（第三書房、1951）
- ジョルジュ・サンド『赤槌』（「フランス文学対訳叢書」大学書林、1958）

## 追悼文集
- 「ももんが」（第47巻第3号、2003年3月号「中平解先生追悼特輯」、乙骨書店）
- 「ももんが」（第47巻第8号、2003年8月号「中平解先生追悼特輯補遺」、乙骨書店）
- 「流域」（季刊襍誌、第24巻第1号、通巻52号、2003年12月、青山社）